# Robin des Bois (série télévisée, 1953)
Pour les articles homonymes, voir Robin des Bois (homonymie).
Robin des Bois est une série télévisée britannique de six épisodes sortie en 1953 inspiré de la légende de Robin des Bois. La série est écrite par Max Kester, elle est produite et réalisée par Joy Harington pour la BBC. Les épisodes de 30 minutes sont retransmis en direct.

## Distribution
- Patrick Troughton : Robin des Bois
- Wensley Pithey : Frère Tuck
- Kenneth Mackintosh : Petit Jean
- Dudley Jones : Much
- John Breslin : Alan-a-Dale
- David Kossoff : Shérif de Nottingham
- Philip Guard (en) : Will Scarlett
- David Markham : Roi Édouard Ier

## Épisodes
1. Gathering the Band (17 mars 1953)
2. The Abbot Of St. Mary's (23 mars 1953)
3. Who is Robin? (31 mars 1953)
4. The Silver Arrow (7 avril 1953)
5. A King Comes To Greenwood (14 avril 1953)
6. The Secret (21 avril 1953)

## Documentaire
De courts extraits de la série sont apparus dans le documentaire de 2007, présenté par Jonathan Ross, couvrant la représentation de Robin des Bois de ses débuts aux productions les plus récentes.
Certaines scènes ont également été montrés comme un exemple de production télévisuelle dans la série documentaire de la BBC Children's TV On Trial dans les années 1950.